# Virginia's Blue Ridge TWENTY28
El Virginia's Blue Ridge TWENTY28 (código UCI: T28) es un equipo ciclista femenino profesional con sede en Estados Unidos, que anteriormente pertenecía al UCI Women's Team, otrora máxima categoría femenina del ciclismo en ruta a nivel mundial.

## Historia
Las ciclistas más notables del equipo fueron la campeona olímpica de contrarreloj Kristin Armstrong y Mara Abbott, ganadora general del Giro de Italia Femenino 2013.

## Material ciclista
El equipo utiliza bicicletas Felt Racing y componentes SRAM.

## Clasificaciones UCI
Las clasificaciones del equipo y de su ciclista más destacado son las siguientes:
| Temporada | Clasificación por equipos | Mejor corredora   | Posición |
| 2016      | 16.º                      | Kristin Armstrong | 37.ª     |
| 2017      | 22.º                      | Allie Dragoo      | 129.ª    |

## Palmarés
Para años anteriores véase: Palmarés del Virginia's Blue Ridge TWENTY28.

### Palmarés 2025

#### UCI WorldTour Femenino
| Fechas | Carreras | Ganadora |
|        |          |          |

#### Calendario UCI Femenino
| Fechas    | Carreras                          | Ganadora      |
| 5 de mayo | 4.ª etapa del Tour de Bloom (CRI) | Emily Ehrlich |

#### Campeonatos nacionales
| Fechas      | Carreras                                        | Ganadora       |
| 21 de mayo  | Campeonato de Estados Unidos Contrarreloj (CRI) | Emily Ehrlich  |
| 12 de junio | Campeonato de Cuba Contrarreloj (CRI)           | Marlies Mejías |
| 14 de junio | Campeonato de Cuba en Ruta                      | Marlies Mejías |

## Plantillas
Para años anteriores, véase Plantillas del Virginia's Blue Ridge TWENTY24

### Plantilla 2019
| Integrantes del equipo 2019 | Integrantes del equipo 2019 | Integrantes del equipo 2019    | Integrantes del equipo 2019 |
| Corredor                    | Fecha de nacimiento         | Equipo previo                  |                             |
| --------------------------- | --------------------------- | ------------------------------ | --------------------------- |
| Sofía Arreola               | 22 de abril de 1991         |                                |                             |
| Simone Boilard              | 21 de julio de 2000         |                                |                             |
| Erica Clevenger             | 30 de abril de 1994         | Sho-Air Twenty20 (2019)        |                             |
| Margot Clyne                | 27 de febrero de 1995       | Sho-Air Twenty20 (2019)        |                             |
| Allie Dragoo                | 17 de diciembre de 1989     | Sho-Air Twenty20 (2019)        |                             |
| Jasmin Duehring             | 8 de julio de 1992          | Sho-Air Twenty20 (2019)        |                             |
| Chloé Dygert                | 1 de enero de 1997          | Sho-Air Twenty20 (2019)        |                             |
| Jennifer Luebke             | 1 de abril de 1986          | Hagens Berman-Supermint (2018) |                             |
| Shayna Powless              | 8 de enero de 1994          | Sho-Air Twenty20 (2019)        |                             |
| Stephanie Roorda            | 3 de diciembre de 1986      | Sho-Air Twenty20 (2019)        |                             |
| Jennifer Valente            | 24 de diciembre de 1994     |                                |                             |
| Melanie Wong                | 24 de mayo de 1985          |                                |                             |
|                             |                             |                                |                             |
| Fuente: UCI                 |                             |                                |                             |

Nota: Sofía Arreola